# Herbert Seiter
Herbert Seiter (* 23. Mai 1921 in Wien; † 17. Februar 1996 ebenda) war ein österreichischer Pianist, Komponist und Kapellmeister.

## Leben
Herbert Seiter wurde als Sohn eines Bundesbahn-Pensionisten in Wien-Floridsdorf geboren. Nach Volks- und Hauptschule erhielt er eine musikalische Ausbildung in Wien, u. a. bei Emil von Sauer, Joseph Marx, Paul Weingarten und in der Dirigentenklasse von Hans Swarowsky. Unter Moralt trat Seiter 1946 mit den Wiener Philharmonikern auf.
Als ausgebildeter Konzertpianist gastierte er in England und in Genf. Nach einer Kriegsverletzung wechselte Seiter noch während des Zweiten Weltkriegs zur Unterhaltungsmusik.
Als freischaffender Musiker und Programmgestalter engagierte ihn der ORF, Radio Wien (damals noch RAVAG genannt) im Jahre 1952 etwa für die Sendungen „Was gibt es Neues?“ von Heinz Conrads. und „Im Konzertcafe“, wo Seiter in wechselndem Turnus mit Heinz Sandauer als Pianist fungierte. Eine weitere von Seiter betreute Sendung war „Verachtet mir die Meister nicht“ mit Walter Niesner. Zusätzlicher Sendeplatz bei Radio Wien waren die „Klavierspielereien mit Herbert Seiter“. Mit „Es spielt das Ensemble Herbert Seiter“ und „Komm und flieg mit uns“ aus der Feder von Wilhelm Hufnagl schuf Radio Wien weitere Nischen für Seiter. Auf Wunsch der Universität Wien wurde er mit der Komposition „Kastalienwalzer“ beauftragt, welche ihm 1968 auch den Titel eines Professors einbrachte.
Seiter war der letzte musikalische Leiter des Kleinen Wiener Rundfunkorchesters, welches aus 25 Musikern bestand. Seiter arbeitete eng mit dem Operettenkomponist und ORF-Mitarbeiter Hans Weiner-Dillmann zusammen.
Seine letzte Ruhestätte befindet sich am Hietzinger Friedhof (Gruppe 69, Reihe 2, Nummer 20) in Wien.

## Komponist
Von den rund 700 Kompositionen, die er schuf (Wienerlieder, Schlager, Chansons, konzertante Orchesterwerke) war seine bekannteste Komposition das Lied „Alle Wasser der Erde fließen“ (Interpreten: Robert Benett, Walter Heider, Ladislav Illavský, Kärntner-Doppelsextett, und das Wiener Solistenorchester von Karl Grell). Es wurde auf zahlreichen Tonträgern verewigt, und auf seinem Grabstein sind Noten und Text dieser Komposition mit Gold-Lettern eingraviert.
Seiter schuf zusammen mit seinem Schweizer Kollegen Werner Schneebeli (Textautor) ein Dutzend Weihnachtslieder, die europaweit in Konzertsälen und in Schulen Einlass fanden. Seiter schuf auch die Musik zum Film „Das große Wunschkonzert“, wo er zusammen mit den Wiener Philharmonikern zu sehen ist. Große Bekanntheit erreicht auch seine Suite für Klavier und Orchester "Frauen verschiedener Länder". Mehrere Weihnachtslieder von Seiter wurden durch die Chorvereinigung "Jung Wien" und den Wiener Männergesangsverein im großen Saal des Wiener Musikvereins uraufgeführt. Immer wieder vertonte er auch religiös-soziale Texte.
Noch zwei Tage vor seinem Tod komponierte er die Ballade „Was am Karfreitag für uns ist geschehn“. Die meisten seiner Kompositionen sind bei Rubato/Weltmusik verlegt.

## Filmografie (Auswahl)
- 1960: Das große Wunschkonzert

## Auszeichnungen
- 1978 Ehrenkreuz für Wissenschaft und Kunst[1]